# Deutscher Sportpresseball
Der Deutsche Sportpresseball (Eigenschreibweise Deutscher SportpresseBall) ist eine gesellschaftliche Veranstaltung, die seit 1981 jährlich in der Alten Oper in Frankfurt am Main stattfindet. Veranstalter sind der Verband Deutscher Sportjournalisten, der Verein Frankfurter Sportpresse und die metropress presseagentur GmbH. Es wird ein Programm mit Ehrungen, Unterhaltung und einem musikalischen Stargast dargeboten.

## Geschichte
Der Frankfurter Unternehmer und PR-Berater Jörg Müller gilt als Inhaber und Geschäftsführer der PR- und Event-Agentur metropress preseagentur GmbH als „Ball-Chef“ des Deutschen Sportpresseballs. Der Ball ist mit bis zu 2500 Gästen, darunter zahlreiche Olympiasieger, Welt- und Europameister sowie Persönlichkeiten aus Politik, Wirtschaft und dem Showbusiness, eine bedeutende Ball-Veranstaltungen in Deutschland.
Von Jörg Müller wurde mit Übernahme der alleinigen Verantwortung in der Agentur metropress 2012 auch eine Neugestaltung und Umstrukturierung des Deutschen Sportpresseballs eingeleitet. Dazu zählt auch die Zusammenfassung der auf dem Ball verliehenen Ehrungen unter dem Titel „Pegasos-Preis“. Seit 2023 erhält die Laureus Sport for Good Foundation die Erlöse aus dem Tombola-Losverkauf.

## Pegasos-Preis
Die beim Sportpresseball verliehenen Preise wurden 2014 unter dem Namen Pegasos-Preis zusammengeführt. Die Trophäe ist eine teilweise in Handarbeit gefertigte Figur aus Meissener Porzellan, welche das geflügelte Pferd aus der griechischen Mythologie darstellt, das als Symbol für Weisheit, Kraft und Stärke gilt. Zudem ist es auch als Statue im Giebel der Alten Oper, dem Veranstaltungsort des Deutschen SportpresseBalls, zu sehen.

### Legende des Sports
Mit diesem Preis wird seit 2007 das sportliche Lebenswerk von Persönlichkeiten des deutschen Sports gewürdigt.
- 2007: Heiner Brand, Handballspieler u. -trainer
- 2008: Boris Becker, Tennisspieler
- 2009: Oliver Kahn, Fußballspieler
- 2010: Franz Beckenbauer, Fußballspieler- u. -trainer
- 2011: Katarina Witt, Eiskunstläuferin
- 2012: Michael Schumacher, Rennfahrer
- 2013: Uwe Seeler, Fußballspieler
- 2014: Maria Höfl-Riesch, Skifahrerin
- 2015: Lothar Matthäus, Fußballspieler
- 2016: Joachim Löw, Fußballtrainer
- 2017: Reinhold Messner, Bergsteiger
- 2018: Philipp Lahm, Fußballspieler
- 2019: Laura Dahlmeier und Magdalena Neuner, Biathletinnen
- 2021: Gerd Müller, Fußballer (posthum)
- 2022: Heide Ecker-Rosendahl, Ulrike Nasse-Meyfarth und Renate Stecher, Leichtathletinnen
- 2023: Jan Frodeno, Triathlet
- 2024: Isabell Werth, Dressurreiterin

### Sportler mit Herz
Dieser Preis wird seit 2003 für sportliche Erfolge, aber auch karitatives Engagement, Menschlichkeit und Fairness verliehen.
- 2003: Martin Schmitt, Skispringer
- 2004: Rosi Mittermaier, Skifahrerin
- 2005: Jürgen Klinsmann, Fußballspieler
- 2006: Heike Drechsler, Weitspringerin
- 2007: Rudi Völler, Fußballspieler
- 2008: Sven Hannawald, Skispringer
- 2009: Linford Christie, Sprinter
- 2010: Birgit Fischer, Kanutin
- 2011: Franziska van Almsick, Schwimmerin
- 2012: Matthias Steiner, Gewichtheber
- 2013: Michael Ballack, Fußballspieler
- 2014: Vitali und Wladimir Klitschko, Boxer
- 2014: Deutsche Männer-Fußballnationalmannschaft
- 2015: Felix Neureuther, Skifahrer
- 2016: Nico Rosberg, Rennfahrer
- 2017: Gesa Felicitas Krause, Hindernisläuferin
- 2018: Angelique Kerber, Tennisspielerin
- 2019: Mick Schumacher, Rennfahrer
- 2021: Malaika Mihambo, Weitspringerin
- 2022: Eintracht Frankfurt, Fußballteam
- 2023: Deutsches Männer-Basketballnationalteam
- 2024: Markus Rehm, Weitspringer

### Sportmedien
Seit 2016 wird der Preis in dieser Kategorie für herausragende Sportberichterstattung vom Verein Deutsche Sportpresse (VFS) und der Verband Deutscher Sportjournalisten (VDS) vergeben.
- 2016: Tom Bartels
- 2017: Kai Oliver Pfaffenbach
- 2018: Daniel Weiss
- 2019: Gerhard Delling
- 2021: Carsten Sostmeier
- 2022: Jens-Jörg Rieck
- 2023: Sabine Töpperwien
- 2024: Marcel Reif

### Sonderehrung für besondere Verdienste
- 2014: Hans-Dietrich Genscher („Besondere Verdienste um die Bundesrepublik Deutschland)“
- 2019: Sven Hannawald, Henry Maske („30 Jahre Mauerfall“)
- 2020: Christian Seifert („Besondere Verdienste um den deutschen Sport“)
- 2022: Volker Bouffier („Besondere Verdienste um unser Land“)